# Pedro Cortina
Pedro Cortina Mauri (Puebla de Segur, 18 de marzo de 1908-Madrid, 14 de febrero de 1993) fue un político y diplomático español. Llegó a ser ministro de Asuntos Exteriores en las postrimerías del franquismo (1974-1975). Es el padre de los conocidos empresarios Alfonso y Alberto Cortina.

## Biografía
Nació en Puebla de Segur, provincia de Lérida el 18 de marzo de 1908. Estudió Derecho en la Universidad de Barcelona, obteniendo el premio extraordinario de licenciatura en 1929.En 1933 ingresó en la carrera diplomática.
Con el estallido de la guerra civil en julio de 1936, Cortina Mauri escapó del Madrid republicano, trasladándose a la llamada España nacional. Se incorporó como miembro de la Auditoría del Ejército de Ocupación, dependiente del Ministerio de la Guerra, pero en febrero de 1938 pasó destinado a la Asesoría Jurídica Internacional del Ministerio de Asuntos Exteriores.
En 1941 se casó con María Luisa Alcocer, hija de Alberto Alcocer, alcalde de Madrid. Ese mismo año obtuvo la cátedra de Derecho Internacional Público y Privado de la Universidad de Sevilla, que apenas llegó a desempeñar por su orientación hacia la actividad empresarial y diplomática.
Entre 1964 y 1967 fue procurador en Cortes por designación directa del Jefe del Estado, Francisco Franco.
Fue embajador de España en Francia entre el 7 de abril de 1966 y el 3 de enero de 1974.Tras el asesinato del presidente del Gobierno, Luis Carrero Blanco, el 20 de diciembre de 1973, Cortina Mauri rechazó la oferta del Gobierno francés de detener a los miembros de ETA responsables del magnicidio.En esas mismas fechas, Cortina Mauri abandonó la embajada en París, trasladándose a Madrid, donde fue nombrado ministro de Asuntos Exteriores el 3 de enero de 1974 por el nuevo jefe de Gobierno, Carlos Arias Navarro, siendo de nuevo nombrado procurador en Cortes.
Durante su mandato al frente de la diplomacia española tuvo que hacer frente a las malas relaciones con el gobierno portugués salido de la Revolución de los Claveles (abril de 1974) y especialmente a la crisis de la Marcha verde por la soberanía sobre el Sáhara español, organizada por el rey Hassan II de Marruecos con la ayuda de los Estados Unidos y Francia. Fue parte principal en la firma del Acuerdo Tripartido de Madrid (14 de noviembre de 1975), por el que España, violando sus propias leyes y el Derecho Internacional, cedió la administración de la hasta entonces provincia española a Marruecos y Mauritania.
Tras abandonar el Gobierno en diciembre de 1975, se dedicó fundamentalmente al mundo empresarial, estando especialmente vinculado a Cervezas San Miguel.
Falleció en su vivienda de Madrid el 14 de febrero de 1993.

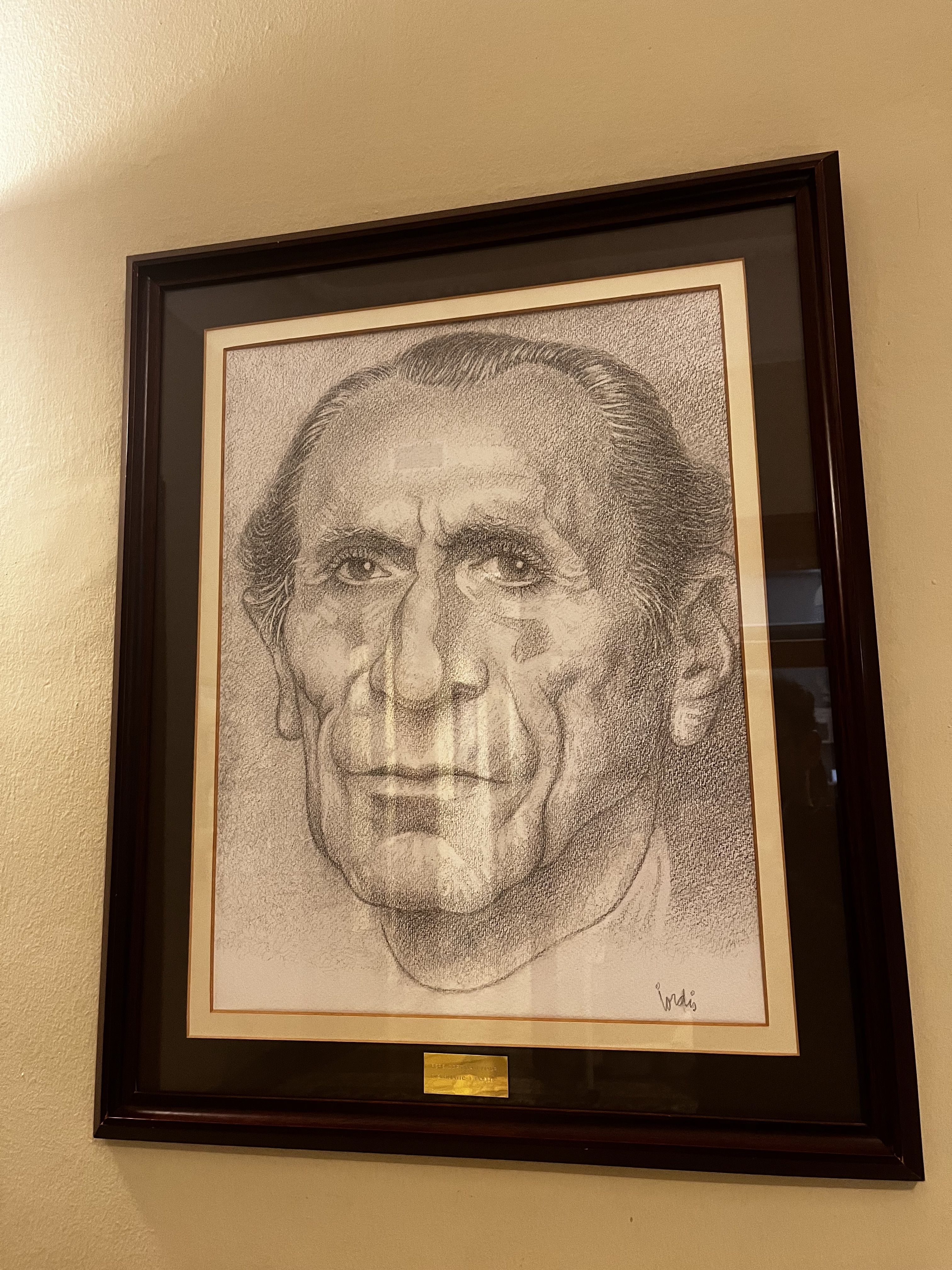
Retrato de Pedro Cortina Mauri en el Ayuntamiento de la Pobla de Segur.

## Distinciones
- Gran Cruz de la Orden del Mérito Civil (1954)[9]
- Gran Cruz de la Orden de Isabel la Católica (1960)[10]
- Gran Cruz de Raimundo de Peñafort (1963)[11]
- Gran Cruz (con distintivo blanco) de la Orden del Mérito Militar (1970)[12]
- Gran Cruz de la Real y Muy Distinguida Orden de Carlos III (1975)[13]